# Masacre escolar en Wilno
La Masacre Escolar de Wilno fue una masacre escolar ocurrida el 6 de mayo de 1925 en la escuela secundaria Joachim Lelewel en Wilno, Polonia (ahora Vilna, Lituania). Durante los exámenes finales, cerca de las 11 a. m., al menos dos estudiantes de octavo grado atacaron al tribunal de examinadores con revólveres y granadas, asesinando a varios estudiantes, al menos un profesor, y a sí mismos.
Fue el primer tiroteo escolar que tuvo lugar en Polonia, precediendo al tiroteo en la escuela de Inowrocław en abril de 1936,  el tiroteo en la Escuela de Economía de Kluczbork el 16 de diciembre de 2001  y el tiroteo en la escuela de Brześć Kujawski el 27 de mayo de 2019. 

## Ataque
Diferentes versiones del incidente fueron reportadas por la prensa a nivel mundial. El hecho de que estudiantes tuvieran posesión de armas de calibre militar sugiere que pudieron haber estado en contacto con agentes soviéticos ilegales desplegados en Polonia para sabotear y espiar operaciones.
El artículo en el periódico británico The Times declaró que dos estudiantes, identificados como Lavrynovitch (Stanisław Ławrynowicz) y Obrapalski (Janusz Obrąbalski, según fuentes polacas), estuvieron involucrados en el incidente. De acuerdo con el artículo, Lavrynovitch, quien era miembro de una organización que apoyaba a Józef Piłsudski, comenzó a disparar contra los maestros con un revólver después de que se le había dicho que había suspendido los exámenes, lo cual provocó que varios estudiantes intentaran desarmarlo. Lavrynovitch después dejó caer una granada de mano, la cual provocó su muerte junto con la de varios estudiantes. Inmediatamente después de eso, Obrapalski, quien también había suspendido los exámenes, disparó contra los profesores, hiriendo a uno de ellos y a varios estudiantes antes de arrojar una granada, la cual falló en detonar. Posteriormente se suicidó. Incluyendo a los dos atacantes, murieron cinco personas, uno de ellos un profesor. Seis estudiantes y el director de la escuela también resultaron heridos.
De acuerdo con un artículo en el periódico Neue Freie Presse, tres estudiantes fueron los que realizaron el ataque, siendo identificados como Stanislaus Lawrynowicz, Janusz Obrembalski y Thaddäus Domanski a quien también se le llama Ormanski en otros reportes. El periódico reportó que Lawrynowicz disparó varias veces contra el director Bieganski, después de que la mayoría de los estudiantes rehusaran tomar los exámenes, mientras que al mismo tiempo, Obrembalski comenzó a disparar contra los profesores. Domanski después intentó arrojar una bomba hacia el grupo de profesores, pero la bomba resbaló de su mano y explotó cerca de sus pies, provocando su muerte, la de los otros dos atacantes y a un cuarto estudiante de nombre Zagorski. El director Bieganski fue herido mortalmente en el ataque, y el profesor Jankowski, junto con otros siete estudiantes resultaron gravemente heridos. Al menos cuatro de los estudiantes heridos fallecieron después a causa de sus heridas. 
Una investigación reveló que los estudiantes habían fundado una organización juvenil comunista para contrarrestar el estricto manejo de la escuela por parte del director. Los miembros de esta organización se habían reunido un día antes de los exámenes en una taberna para discutir sus acciones en el futuro.
Una bomba fue encontrada posteriormente en una de las aulas del centro, la cual era lo suficientemente grande como para destruir todo el edificio.